# 10579 Ділука
10579 Ділука (10579 Diluca) — астероїд головного поясу, відкритий 20 липня 1995 року.
Тіссеранів параметр щодо Юпітера — 3,213.